# Парламентские выборы в Сирии (2016)
Выборы в Народный совет Сирии  прошли 13 апреля 2016 года.

## Предыстория
Согласно «дорожной карте», утверждённой в Вене 14 ноября 2015 года на заседании Международной группы поддержки Сирии, в ходе межсирийских переговоров в Женеве должно быть сформировано коалиционное правительство, которое подготовит новую конституцию. На её основе необходимо провести парламентские и президентские выборы. Переходный период, как планировалось, займет 18 месяцев.
22 февраля 2016 года президент Сирийской Арабской Республики Башар Асад подписал указ № 63, который назначает проведение парламентских выборов в стране на 13 апреля 2016 года.
Сирийский избирком заявил, что изначально от представителей разных партий и самовыдвиженцев было подано свыше 11 тысяч заявок, принято из них порядка 3,5 тысяч Кандидаты должны быть не моложе 25 лет и не судимы, иметь сирийское гражданство не менее 10 лет.

## Голосование
Выборы прошли 13 апреля 2016 года. Более 7 тысяч избирательных участков открылись в 7:00 утра и должны были закрыться в 19:00. Однако, ввиду высокой явки граждан на участки, в соответствии с Конституцией Сирийской Арабской Республики голосование было продлено до 00:00 (полуночи). Выборы прошли в 13 из 15 провинций. Исключения составили провинции Ракка и Идлиб, которые заняты террористическими группировками. Беженцам из этих регионов предоставлена возможность проголосовать в избирательных пунктах по месту их временного проживания.

## Результаты
Блок Национальный прогрессивный фронт, поддерживающий президента Башара Асада, одержал победу, заняв 200 из 250 мест (из 226 оспаривавшихся) (около 80 % голосов).
     Национальный прогрессивный фронт — голосов: 4 068 355 (79,99 %), мест в парламенте: 200 

     Независимые — голосов: 1 017 089 (20,01 %), мест в парламенте: 50
| Партия                                           | Партия                  | Голосов   | %     | Мест |
| ------------------------------------------------ | ----------------------- | --------- | ----- | ---- |
|                                                  | Баас                    | 3 498 785 | 68,8  | 172  |
| Независимые                                      | 244 101                 | 4,8       | 12    |      |
| Сирийская социальная националистическая партия   | 142 392                 | 2,8       | 7     |      |
| Сирийская коммунистическая партия (Багдаш)       | 61 025                  | 1,2       | 3     |      |
| Социалисты-юнионисты                             | 40 684                  | 0,8       | 2     |      |
| Арабский социалистический союз                   | 40 684                  | 0,8       | 2     |      |
| Сирийская коммунистическая партия (объединённая) | 20 342                  | 0,4       | 1     |      |
| Национальный пакт                                | 20 342                  | 0,4       | 1     |      |
|                                                  | Независимые             | 1 017 089 | 20,0  | 50   |
|                                                  |                         |           |       |      |
| Всего                                            | Всего                   | 5 085 444 | 100   | 250  |
| Зарегистрированных/явка                          | Зарегистрированных/явка | 8 834 994 | 57,56 | -    |